# Шершнев, Алексей Трифонович
Алексей Трифонович Шершнев (род. 27 марта 1946 года) — советский и российский педагог, народный учитель Российской Федерации (2004).
В 1971 году — окончил Перевозский строительный техникум имени И. И. Чугунова.
В 1980 году — окончил Горьковский строительный институт имени В. П. Чкалова.
Имеет ученую степень кандидата технических наук.
С 1982 по 2019 годы — директор ГБПОУ «Перевозский строительный колледж».

## Награды
- Медаль ордена «За заслуги перед Отечеством» II степени (1998)[1]
- Народный учитель Российской Федерации (2004)[2]
- Заслуженный учитель Российской Федерации (1993)[3]
- Звание «Почётный гражданин городского округа Перевозский» (2010)
- Почётное звание «Заслуженный ветеран Нижегородской области» (2018)
- Почётный диплом Губернатора Нижегородской области (2009)
- Почётный знак «Строительная слава»